# Version publiée d'un article

Chaîne de publication typique d'un article de revue universitaire (preprint, postprint et version publiée) avec des droits de partage en libre accès par SHERPA/RoMEO.

La version publiée d'un article est la copie entièrement révisée, composée et formatée d'un manuscrit tel que publié,. Le terme est utilisé dans une grande variété de supports écrits (par exemple livres, revues, monographies).

## Description
Pour les documents imprimés, la version publiée sera la version imprimée et distribuée. Pour les documents électroniques, il s'agit généralement de la version HTML et PDF. Pour les articles publiés à la fois en version imprimée et en version électronique, la copie électronique est souvent la version officielle. La version publiée d'un article est souvent liée à un identifiant pérenne ou handle (par exemple un DOI ) pour lever toute ambiguïté sur la version faisant référence.

## Propriété et droit d'auteur
Dans les modèles de publication par abonnement, les auteurs transfèrent les droits d'auteur de la version de l'enregistrement à l' éditeur et c'est cette version qui est protégée par un mur payant pour générer des revenus. Pour les publications en libre accès, le droit d'auteur de la version de est conservé par les auteurs, avec une licence attachée (généralement une variante Creative Commons ) qui permet l'hébergement par l'éditeur, et la réutilisation, le partage et l'adaptation gratuits.